# Kankaanpää
Kankaanpää est une ville du sud-ouest de la Finlande, dans la province de Finlande occidentale et la région du Satakunta.

## Géographie
La ville se situe au croisement de deux moraines s'élevant de quelques dizaines de mètres au-dessus des mornes plaines du Satakunta, Hämeenkangas et Pohjankangas.
Kankaanpää s'est d'ailleurs développée au XVIe siècle comme le point de passage de ces moraines pour les voyageurs, le village devenant une étape importante sur la route entre la capitale Turku et l'Ostrobotnie.
La paroisse est séparée d'Ikaalinen en 1759. Engel y construit ensuite une église qui reste aujourd'hui le principal monument de la petite cité. Kankaanpää devient au XIXe siècle un gros bourg agricole, avec quelques usines de matériaux de construction (briques notamment).
Aujourd'hui, la municipalité est principalement connue pour son important camp militaire de Niinisalo, avec sa brigade d'artillerie draînant des milliers de conscrits chaque année.
Elle s'est également fait connaître pour avoir accueilli la première batterie à sable dans sa Centrale électrique de Vatajankoski.
Les communes voisines sont Lavia au sud, Pomarkku au sud-ouest, Siikainen à l'ouest, Honkajoki au nord-ouest, Karvia au nord, Jämijärvi à l'est, et côté Pirkanmaa Parkano au nord-est, Ikaalinen et Suodenniemi au sud-est.

## Démographie
Depuis 1980, l'évolution démographique de Kankaanpää est la suivante:
| Année      | 1980   | 1985   | 1990   | 1995   | 2000   | 2005   |
| ---------- | ------ | ------ | ------ | ------ | ------ | ------ |
| population | 13 516 | 13 652 | 13 532 | 13 466 | 13 018 | 12 618 |

| Année      | 2010   | 2016   | 2020   |
| ---------- | ------ | ------ | ------ |
| population | 12 135 | 11 637 | 11 272 |

## Économie

### Principales entreprises
En 2024, les principales entreprises de Kankaanpää par chiffre d'affaires sont :
| Société                     | C.A.  |
| --------------------------- | ----- |
| Kingspan Oy                 | 99 M€ |
| Honkajoki Oy                | 66 M€ |
| Promeco Oy                  | 40 M€ |
| Huhtahyvät Oy               | 27 M€ |
| Vatajankoski Oy             | 23 M€ |
| Konevuokraamo Rentti        | 22 M€ |
| St1 Kankaanpää              | 14 M€ |
| Verve Oulu Isokatu          | 13 M€ |
| Vatajankoski Sähköverkko Oy | 12 M€ |
| Hevi-Kolmio Oy              | 10 M€ |

### Employeurs
En 2024, ses plus importants employeurs sont:
| Employeur                     | Employés |
| ----------------------------- | -------- |
| Promeco Oy                    | 190      |
| Verve Oulu Isokatu            | 155      |
| Ravintola Kangaspolku         | 142      |
| Kingspan Oy                   | 136      |
| Honkajoki Oy                  | 91       |
| Huhtahyvät Oy                 | 69       |
| Verve Terapia Oy Lappeenranta | 67       |
| Vatajankoski Oy               | 55       |
| St1 Kankaanpää                | 36       |
| Neste Kankaanpää              | 35       |

## Transports

### Transport routier
La seule route nationale (la nationale 23) qui franchit ces moraines passe par la ville.
Elle relie Pori à Jyväskylä par Parkano.
La nationale 23 croise la kantatie 44 (Äetsä-Kauhajoki) à Kankaanpää.
La route régionale seututie 261  Niinisalo-Ikaalinen permet de rejoindre la nationale 3.
La route régionale 273 mène à Jalasjärvi et la seututie 270 mène à Merikarvia.
Les distances aux principaux centres sont:
| - Helsinki 271 km - Turku 175 km - Tampere 95 km | - Pori 54 km - Jyväskylä 210 km | - Hämeenlinna 170 km - Vaasa 180 km - Lahti 233 km |

### Transport ferroviaire
La ligne Pori-Haapamäki, achevée en 1938, passe aussi par Kankaanpää, mais son importance a considérablement diminué après l'achèvement de la nouvelle ligne Tampere–Seinäjoki au début des années 1970.
Aujourd'hui, la gare de voyageurs la plus proche est située sur la ligne Tampere–Seinäjoki à Parkano.

## Personnalités
- Ristomatti Hakola, skieur de fond
- Taisto Kangasniemi, médaillé olympique en lutte
- Jari Koskela, pasteur, député
- Mauri Röppänen, médaillée olympique de biathlon
- Toni Vilander, pilote automobile

## Jumelages
| Ville | Ville   | Pays | Pays  |
| ----- | ------- | ---- | ----- |
|       | Bollnäs |      | Suède |

## Galerie

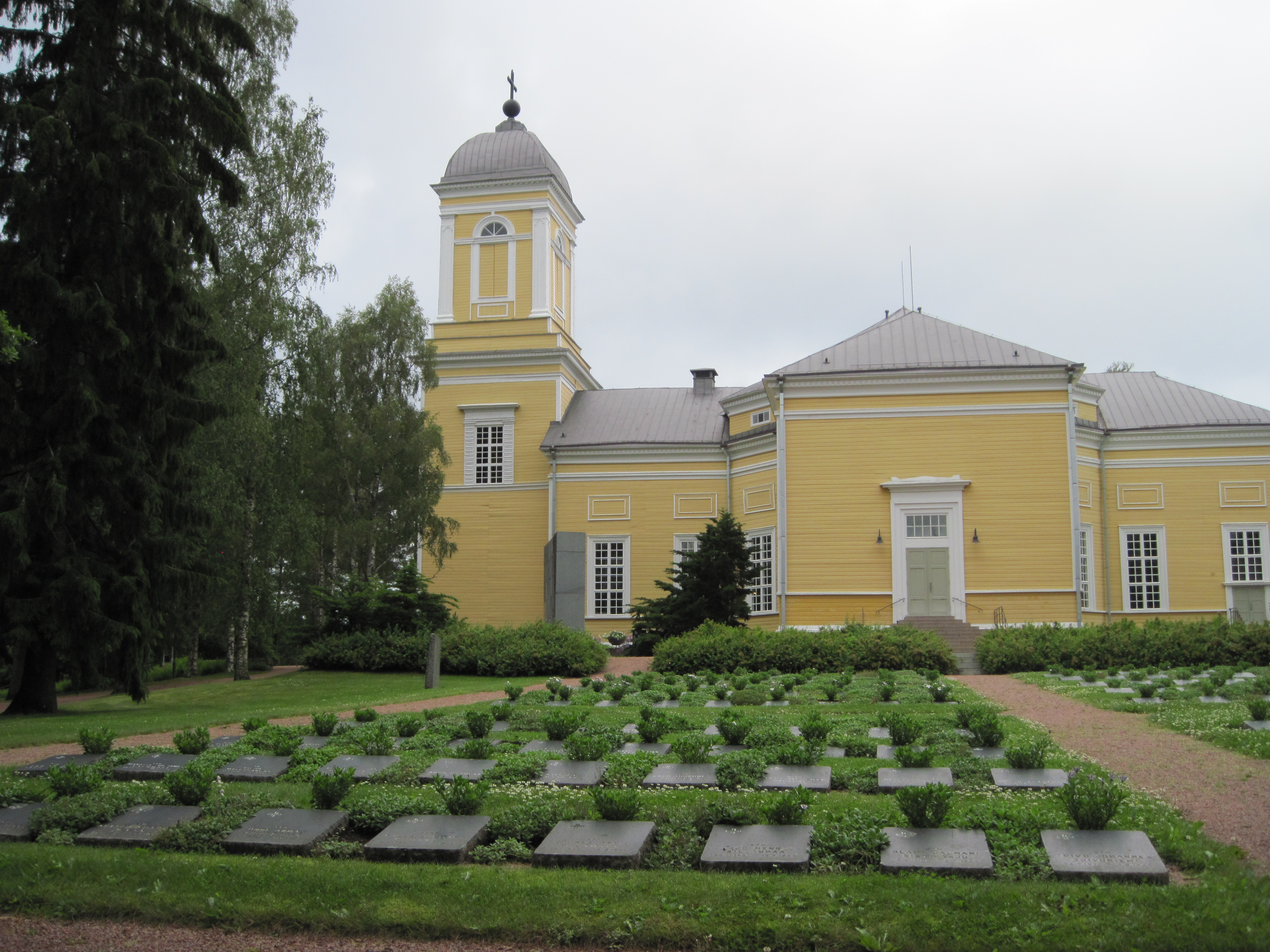
Église de Kankaanpää
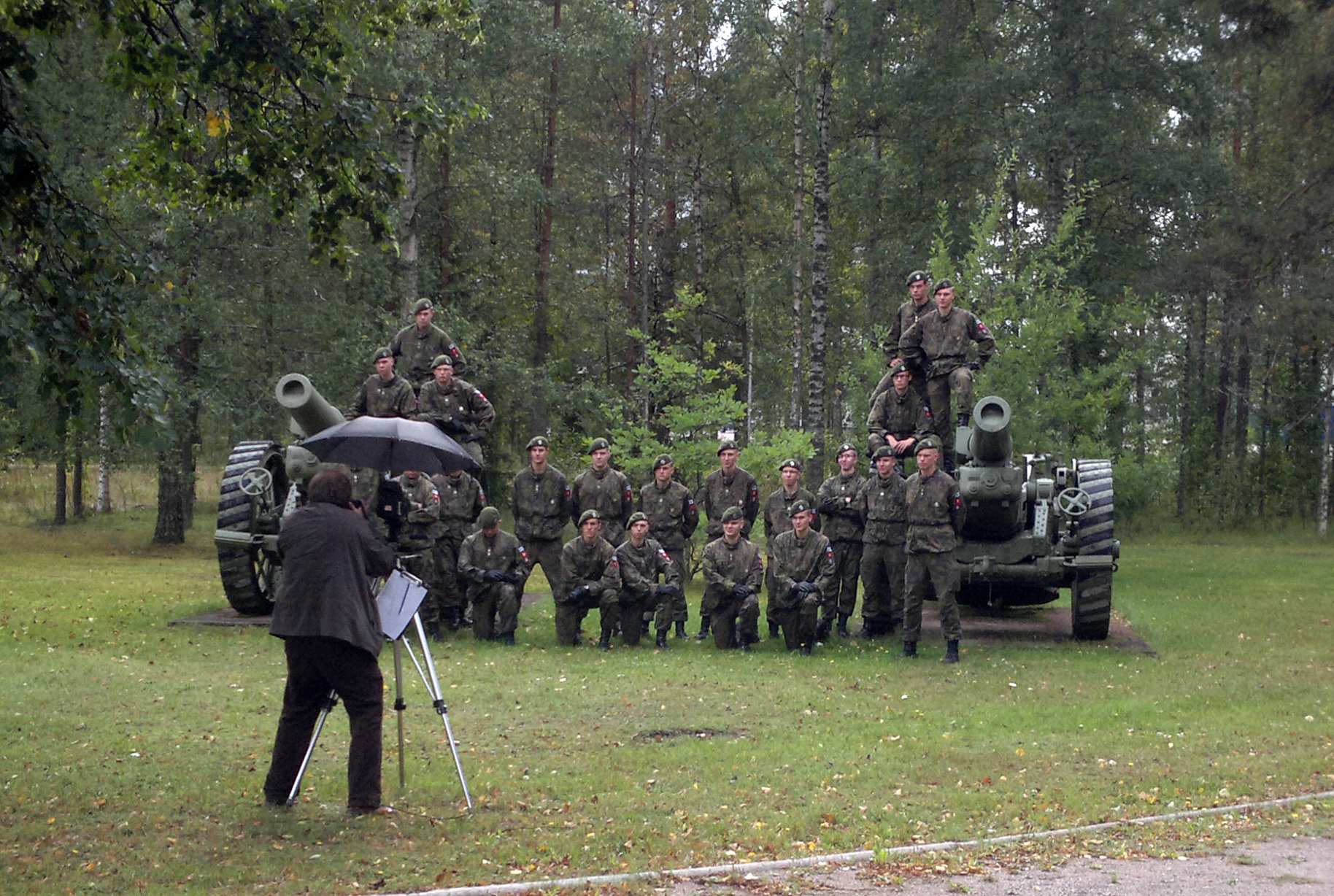
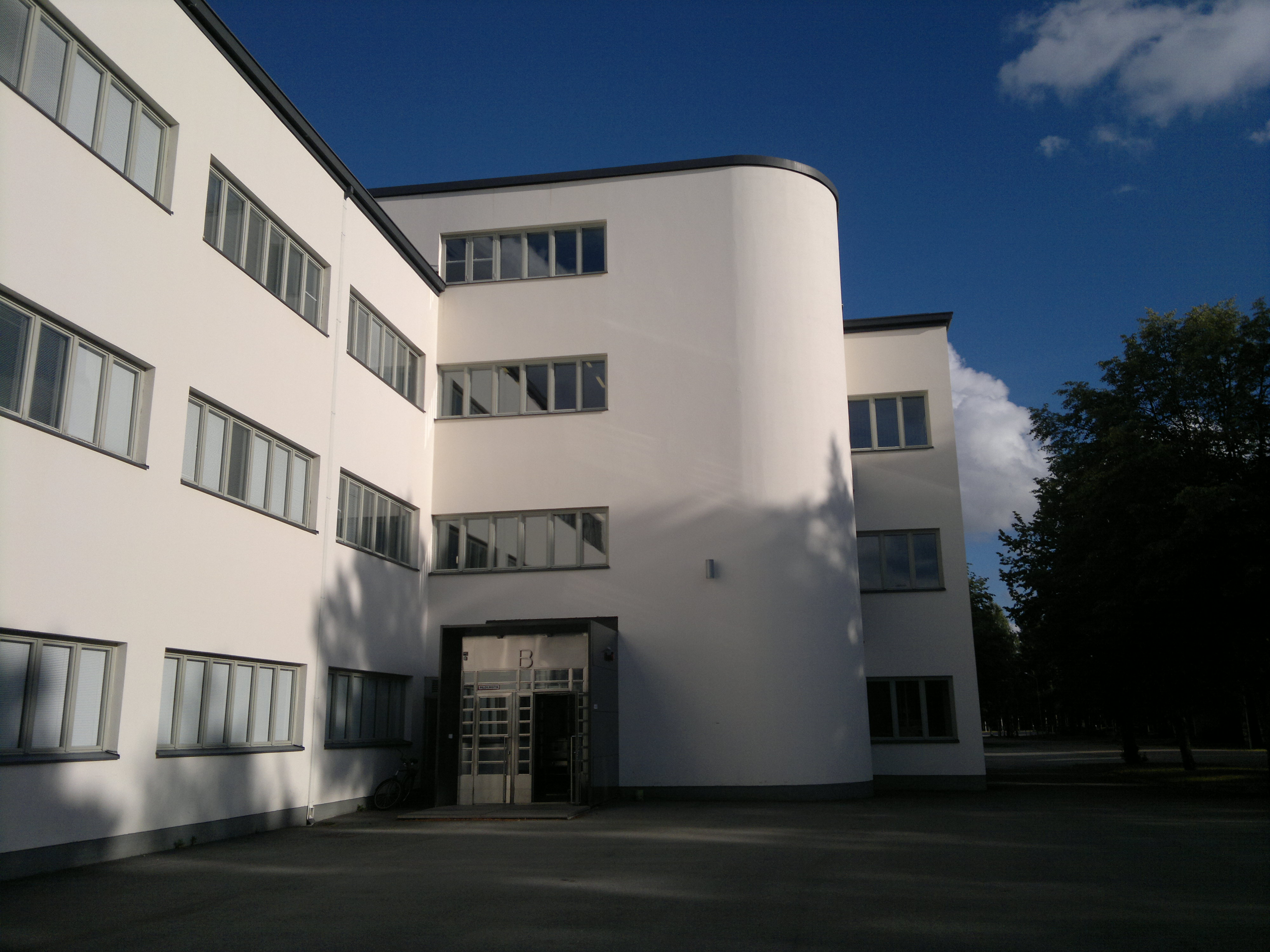
Caserne de Niinisalo
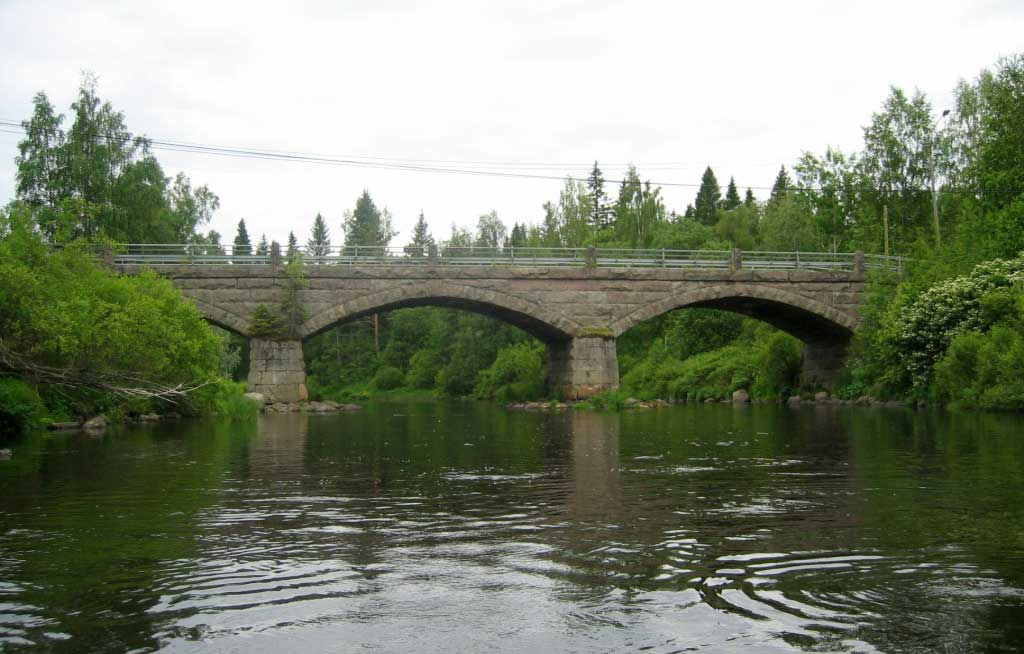
Pont Soikka des rapides Veneskoski.
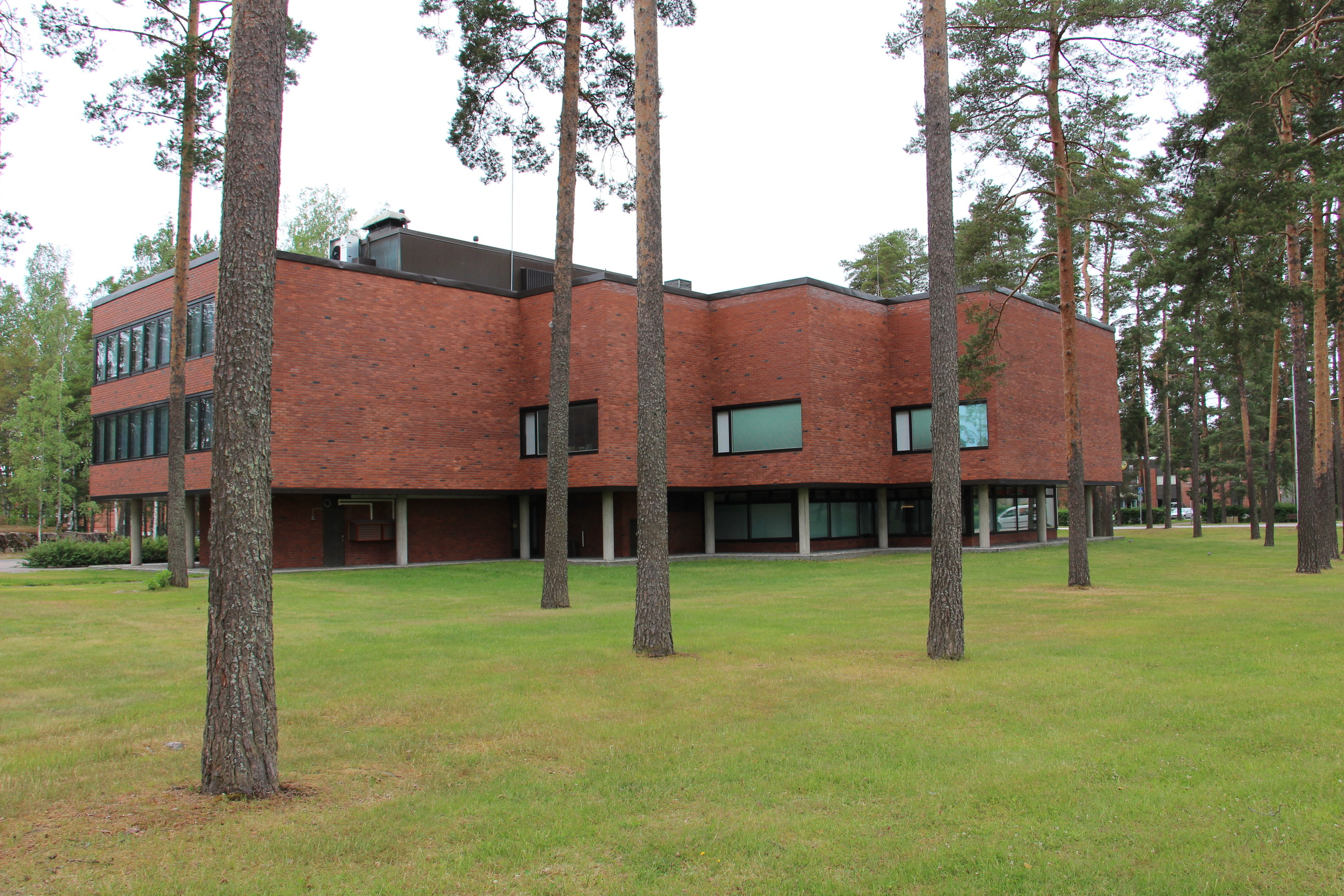
Hôtel de ville de Kankaanpää.